# Élections législatives de 1961 en Guyane britannique

Les 35 sièges de l'Assemblée législative de Guyane britannique étaient les sièges de l'organe législatif de la colonie britannique de Guyane britannique. L'Assemblée a été créée en 1953 et comprenait 35 sièges élus, ainsi que des sièges pour des membres nommés par le gouverneur britannique. Les élections à l'Assemblée législative ont été organisées tous les quatre ans. En 1961, l'Assemblée a été dissoute et remplacée par un gouvernement intérimaire, avant l'indépendance de la Guyane britannique en 1966. Aujourd'hui, la Guyane britannique est connue sous le nom de Guyana et est un pays d'Amérique du Sud indépendant.

Les élections législatives de 1961 en Guyane britannique ont lieu le 21 août 1961 en Guyane britannique. Le parti populaire progressiste remporte à nouveau la majorité des 35 sièges de l'assemblée législative, ce qui permet à Cheddi Jagan de diriger le gouvernement en tant que premier ministre du pays.